# Paratropus namibiensis
Paratropus namibiensis är en skalbaggsart som beskrevs av Thérond och Vienna 1987. Paratropus namibiensis ingår i släktet Paratropus och familjen stumpbaggar. Inga underarter finns listade i Catalogue of Life.